# Алашанькоу (місто)
Алашанькоу (кит. спр. 阿拉山口市, піньїнь: Ālāshānkŏu Shì) — прикордонне місто-повіт в китайській автономії Сіньцзян, Боро-Тала-Монгольська автономна префектура.

## Географія
Алашанькоу лежить на межі Балхаш-Алакольської улоговини і Джунгарської рівнини на північний захід від озера Ебі-Нур.

### Клімат
Місто знаходиться у зоні, котра характеризується кліматом пустель помірного поясу. Найтепліший місяць — липень із середньою температурою 27.9 °C. Найхолодніший місяць — січень, із середньою температурою -14.9 °С.
| Клімат Алашанькоу       | Клімат Алашанькоу | Клімат Алашанькоу | Клімат Алашанькоу | Клімат Алашанькоу | Клімат Алашанькоу | Клімат Алашанькоу | Клімат Алашанькоу | Клімат Алашанькоу | Клімат Алашанькоу | Клімат Алашанькоу | Клімат Алашанькоу | Клімат Алашанькоу | Клімат Алашанькоу |
| Показник                | Січ.              | Лют.              | Бер.              | Квіт.             | Трав.             | Черв.             | Лип.              | Серп.             | Вер.              | Жовт.             | Лист.             | Груд.             | Рік               |
| Середній максимум, °C   | −11               | −5,8              | 6,3               | 19,2              | 26,8              | 32,2              | 34,3              | 32,8              | 25,8              | 15,6              | 3,9               | −6,7              | 14,5              |
| Середня температура, °C | −14,9             | −10,2             | 1,3               | 13                | 20,4              | 25,9              | 27,9              | 26,4              | 19,9              | 10,5              | 0,2               | −10               | 9,2               |
| Середній мінімум, °C    | −17,8             | −13,8             | −3                | 7,7               | 14,8              | 20,1              | 22,2              | 20,7              | 14,5              | 6                 | −2,9              | −12,6             | 4,7               |
| Норма опадів, мм        | 7.8               | 5.5               | 2.7               | 9.8               | 16.6              | 15.8              | 19.1              | 13                | 11.8              | 8                 | 3.5               | 7.4               | 121               |
| Вологість повітря, %    | 80                | 76                | 62                | 41                | 36                | 33                | 35                | 35                | 38                | 52                | 69                | 79                | 53                |
| ----------------------- | ----------------- | ----------------- | ----------------- | ----------------- | ----------------- | ----------------- | ----------------- | ----------------- | ----------------- | ----------------- | ----------------- | ----------------- | ----------------- |
| Джерело: data.cma.cn    |                   |                   |                   |                   |                   |                   |                   |                   |                   |                   |                   |                   |                   |